# Oxycera varipes
Oxycera varipes är en tvåvingeart som beskrevs av Friedrich Hermann Loew 1870. Oxycera varipes ingår i släktet Oxycera och familjen vapenflugor. Inga underarter finns listade i Catalogue of Life.